# Norrköping
Norrköping (/²nɔrːˌɕøːpɪŋ/) est une ville du comté d'Östergötland, en Suède, et le chef-lieu de la commune de Norrköping. Elle est située sur une baie de la mer Baltique, à l'embouchure du fleuve Motala Ström. Sa population s'élevait à 87 247 habitants en 2010.
Norrköping reçut son statut de ville au plus tard en 1384. Durant toute son histoire, le fleuve et la baie ont joué un rôle essentiel dans la ville, tant pour le développement de son port que pour l'énergie de son courant. Ainsi, dès le début du XVIIe siècle, des industries s'installent le long du fleuve. Rapidement, la ville se spécialise dans le textile, et devient la deuxième plus grande ville de Suède. Le déclin de l'industrie textile entraîna avec lui celui de la ville, qui n'est plus maintenant que la 10e ville de Suède. La ville a commencé sa reconversion dans des industries plus technologiques, et a retrouvé récemment sa croissance.

## Géographie

### Localisation
La ville se situe dans la province historique d'Östergötland, dans le comté d'Östergötland, à 40 km au nord-est de son chef-lieu Linköping et à 136 km au sud de Stockholm. Du fait de sa proximité avec Linköping, les deux villes sont parfois désignées sous l'appellation la quatrième agglomération suédoise (Fjärde Storstadsregionen), regroupant 420 000 personnes.
La ville est située à l'embouchure du fleuve Motala Ström dans la baie Bråviken de la mer Baltique. Ce fleuve, qui parcourt la ville avec un débit moyen de 92 m3 s−1, chute de 22 m entre sa sortie du lac Glan et la baie, de part et d'autre de la ville.

### Climat
| Mois                     | jan. | fév. | mars | avril | mai  | juin | jui. | août | sep. | oct. | nov. | déc. | année |
| ------------------------ | ---- | ---- | ---- | ----- | ---- | ---- | ---- | ---- | ---- | ---- | ---- | ---- | ----- |
| Température moyenne (°C) | −2,6 | −2,9 | 0,3  | 4,8   | 10,8 | 15,5 | 17   | 15,9 | 11,7 | 7,8  | 2,6  | −0,9 | 6,7   |
| Précipitations (mm)      | 31,7 | 23,1 | 27,3 | 29,7  | 36,4 | 49,7 | 61,9 | 59   | 55,3 | 47,3 | 47,7 | 38,9 | 508,2 |

## Toponymie
Le nom Norrköping signifie place marchande (köping) du nord, ce qui serait dû à la présence dans le passé d'un thing à Tingstad, juste au sud de la ville (maintenant intégré à la ville). Lors des discussions dans le thing, la ville aurait alors simplement été désignée ainsi, et le nom lui serait alors resté. Au sud de Tingstad, se trouve la ville de Söderköping, ce qui signifie place marchande du sud.

## Histoire

### Préhistoire et fondation

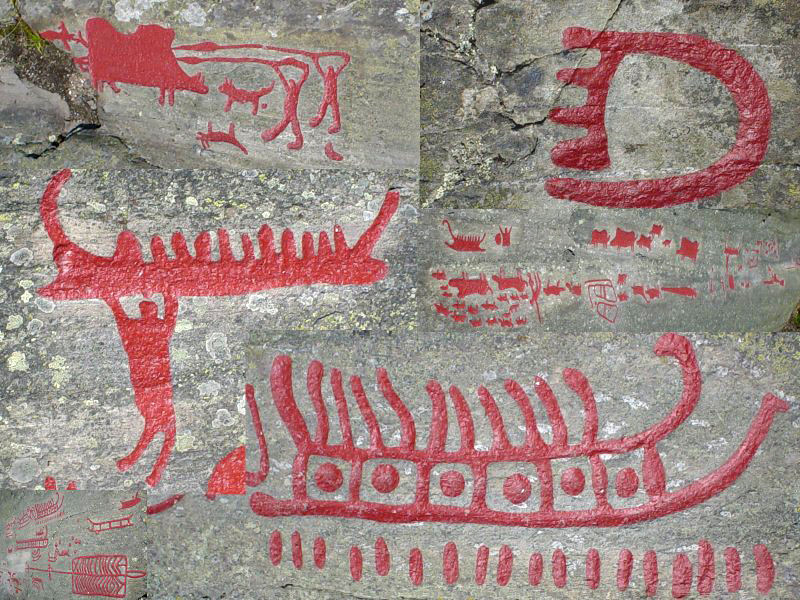
Gravure rupestre de Himmelstalund

Le site de Norrköping était déjà occupé à la Préhistoire. Des gravures rupestres de l'âge du bronze situées à Himmelstalund et Fiskeby montrent que le fleuve Motala Ström était déjà alors une importante voie de communication.
Le premier pont sur le fleuve fut construit à l'endroit où se situe actuellement le pont Gamlabro (vieux pont), et il y avait probablement une forteresse Viking (appelée Knäppingsborg) à proximité. Près du pont, à l'emplacement de la place Gamla torget (la vieille place) actuelle, se tenait un marché. Au Moyen Âge, il y avait deux églises dans la ville : Sankt Johannes kyrka et Sankt Olai kyrka, qui n'existent plus en tant que telles, mais à l'emplacement desquelles sont construites les actuelles églises du même nom. Plus généralement, il ne reste actuellement rien de cette époque, mais des fouilles archéologiques effectuées dans la ville ont prouvé l'existence d'habitations datant au plus tard du XIIIe siècle.
Le statut de ville de Norrköping est avéré en 1384, grâce à une lettre d'Albert de Suède.

### XVIesiècle
Au début du XVIe siècle, le roi Gustave Ier Vasa réalisa le potentiel de la ville comme port, et confisqua alors les terres, et retira les droits d'exploitation de la rivière pour la pêche et les moulins. Le port commença alors à se développer, en particulier grâce à l'exportation des métaux extraits de östgötska bergsbruket.
Cependant, la ville fut un des terrains de bataille de la guerre nordique de Sept Ans, au cours de laquelle toute la partie sud de la ville fut brûlée. Jean III de Suède ordonna la reconstruction de la ville. Dans les années 1580, il ordonna la construction du château Norrköpingshus, à l'emplacement de l'actuelle église Hedvigs kyrka. Sa sœur Élisabeth de Suède s'y installe en 1590, avec sa cour, ce qui représentait plusieurs centaines de personnes, ce qui augmenta considérablement la population de la ville. Ce château eut cependant une vie très courte, brûlant en 1604.

### XVIIesiècle, ou le début de l'industrialisation

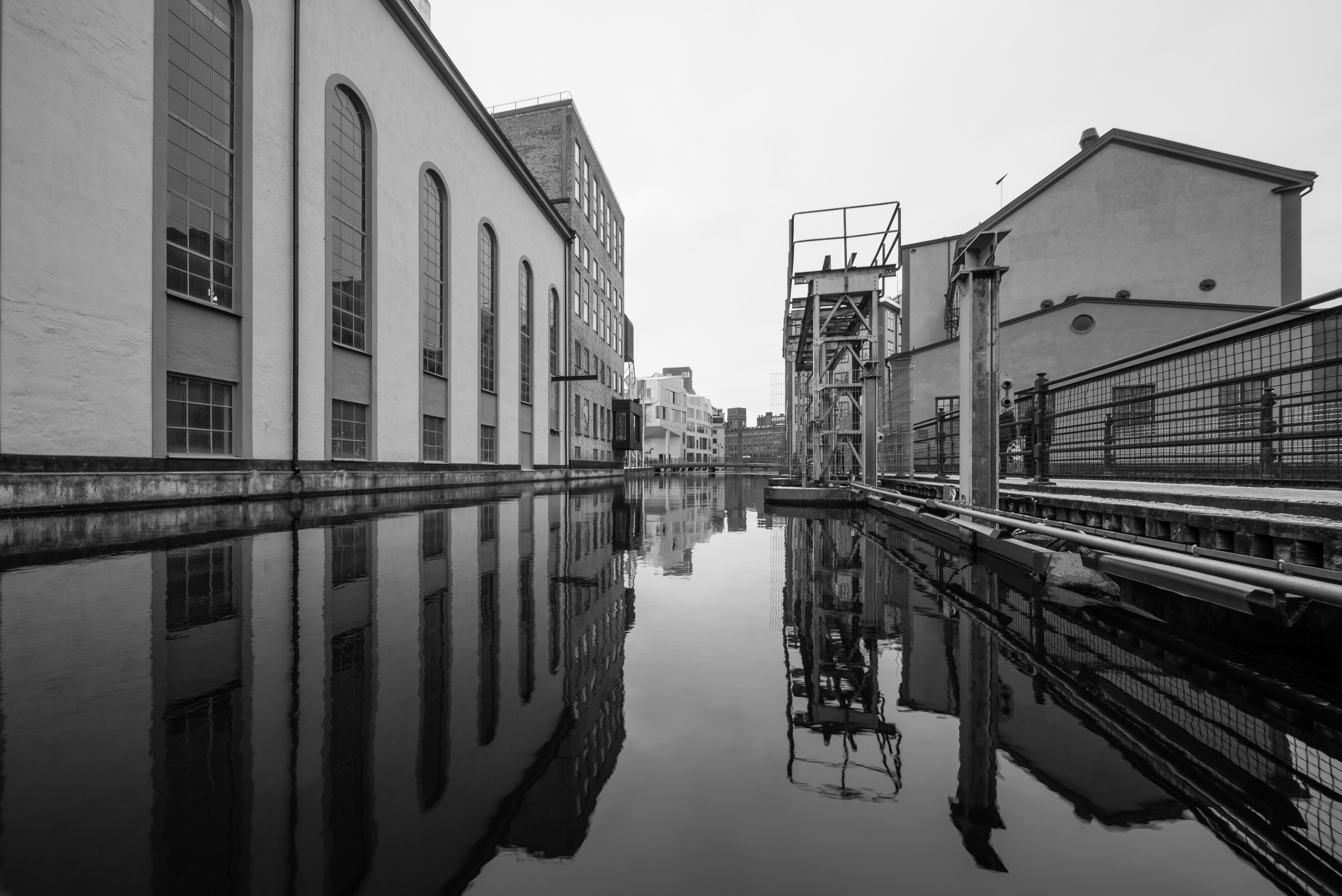
La traversée des anciens quartiers industriels par la rivère Motala Ström. À droite, la première usine à papier, du XVIIe siècle.

#### Duc Jean

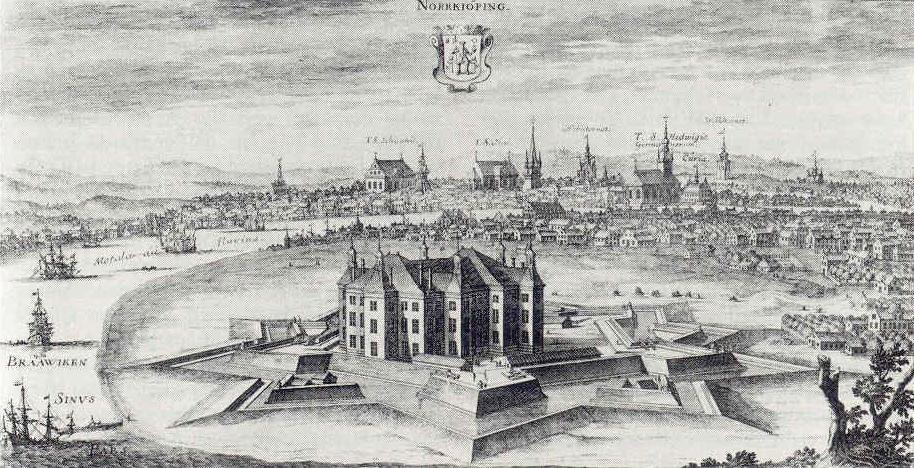
La ville à la fin du XVIIe siècle, avec le château Johannisborg au centre

Une réunion du Riksdag eut lieu dans la ville en 1604, lors de laquelle fut décidé d'élire Charles IX de Suède comme roi, au lieu du successeur théorique Sigismond qui se trouvait alors en Pologne. Le neveu du roi, Jean, âgé de 14 ans, fut alors nommé duc d'Östergötland.
En 1609, Jean encouragea fortement le développement de Norrköping, et en particulier désirait développer la partie au nord du fleuve. Pour ce faire, il offrit une exemption de taxe de 12 ans. Il attira aussi dans la ville un commerçant allemand, qui fonda alors une industrie d'armement, Holmen, qui tire son nom du fait qu'elle fut construite sur Kvarnholmen (l'îlot du moulin), où était construit un moulin à eau. Jean commença aussi la construction d'un château, Johannisborg. Jean et sa cour emménagèrent en 1618, mais Jean mourut cette même année.

#### Louis De Geer
Louis De Geer arriva en Suède en 1627, du fait de ses contacts avec Guillaume de Bèche, qui possédait plusieurs fonderies dans la région. Grâce à sa fortune, Louis était devenu banquier du royaume. Il s'installa alors à Norrköping, contre le souhait du roi qui souhaitait le voir habiter à Stockholm. Louis de Geer créa de nombreuses usines dans la ville, notamment des industries papetières et textiles, une fabrique d'armements et un chantier naval. Il attira aussi plusieurs autres néerlandais dans la ville, dont Petter Speet, qui fonda en 1642 l'industrie textile Drags, utilisant l'énergie d'un autre moulin. Cette entreprise resta une des plus importantes de la ville pendant 300 ans. La guerre de Trente Ans qui faisait alors rage impliquait un important besoin d'armes et d'uniformes, et les usines de Norrköping devinrent les fournisseurs principaux de l'armée. Norrköping devint alors la 2e ville en population du royaume, derrière Stockholm.
En 1655, un incendie détruit une grande partie de la ville, mais la ville fut reconstruite. L'industrie textile se développa très fortement dans la seconde moitié du siècle.

### XVIIIe–XIXesiècle
Durant la Grande Guerre du Nord, Norrköping fut ravagée et incendiée en 1719 par les Russes. En 1720, une exemption de taxe fut décidée, ce qui permit à la ville de se reconstruire.
L'industrie du tabac fit alors son apparition dans les années 1740, et en particulier la ville devint une des principales productrices de snus. L'industrie textile quant à elle reprit son importante croissante, si bien qu'au milieu du XIXe siècle, environ 75 % de la production suédoise de vêtements y étaient concentrés. C'est à peu près à cette période que l'entreprise Holmen commença sa conversion dans la fabrication de papier. L'entreprise Motala Verkstad créa en 1841 son chantier naval dans la ville.
Vers la fin du siècle, la cité commença à subir un déclin relatif en étant dépassée successivement par Göteborg puis Malmö dans le classement des plus grandes cités suédoises. En particulier, en 1860, un tiers des entreprises textiles disparurent. En 1866, la ligne de chemin de fer Norrköping-Katrineholm fut inaugurée, suivie en 1872 par le prolongement jusqu'à Linköping. Ceci, allié à l'excellente santé économique de la Suède dans les années 1870 entraîna un nouveau développement de la ville. Cependant, ce développement resta faible comparé aux autres villes du pays, ce qui est en grande partie lié à la forte spécialisation de la ville dans une industrie textile déclinante.

### XXesiècleà aujourd'hui

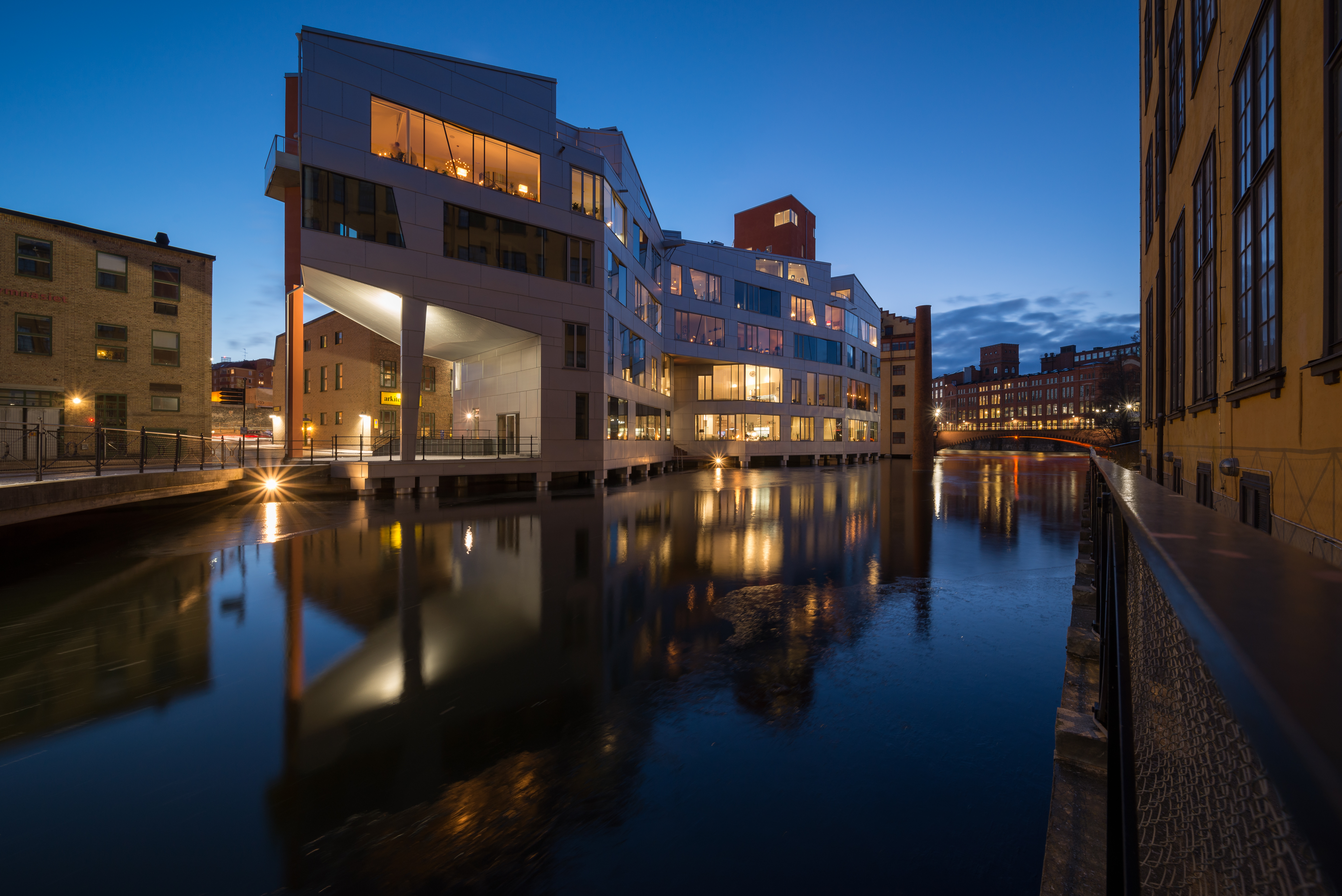
Dans le quartier résidentiel. Février 2017.

À partir des années 1960, le déclin de l'industrie textile, qui entraîna des vagues de fermetures d'usines et de chômage. La ville a alors bénéficié d'un nombre important de décentralisations d'administrations d'État et a retrouvé de la vitalité en misant sur la culture et l'enseignement. Elle a notamment favorisé l'installation d'un parc industriel performant dans les hautes technologies.

## Population et société

### Démographie
Au XVIIe siècle, Norrköping était la deuxième plus grande ville de Suède. Mais par la suite, la ville ne profita pas autant du grand développement du pays à partir des années 1850, et la ville fut dépassée en population par Göteborg et Malmö. À partir des années 1970, la ville subit même un déclin, passant de quatrième à dixième plus grande ville du pays. Cependant, très récemment, la croissance a repris, signe d'une reconversion en marche de la ville.
| 1570 | 1610  | 1650  | 1690  | 1730  | 1770  | 1810  | 1850   | 1890   | 1930   | 1950   |
| ---- | ----- | ----- | ----- | ----- | ----- | ----- | ------ | ------ | ------ | ------ |
| 795  | 1 924 | 3 087 | 3 757 | 4 003 | 7 933 | 9 048 | 16 916 | 32 826 | 61 492 | 79 636 |

| 1960   | 1965   | 1970   | 1975   | 1980   | 1990   | 1995   | 2000   | 2005   | 2010   | - |
| ------ | ------ | ------ | ------ | ------ | ------ | ------ | ------ | ------ | ------ | - |
| 84 325 | 87 311 | 91 034 | 85 244 | 84 016 | 82 639 | 84 403 | 82 744 | 83 561 | 87 247 | - |

### Éducation

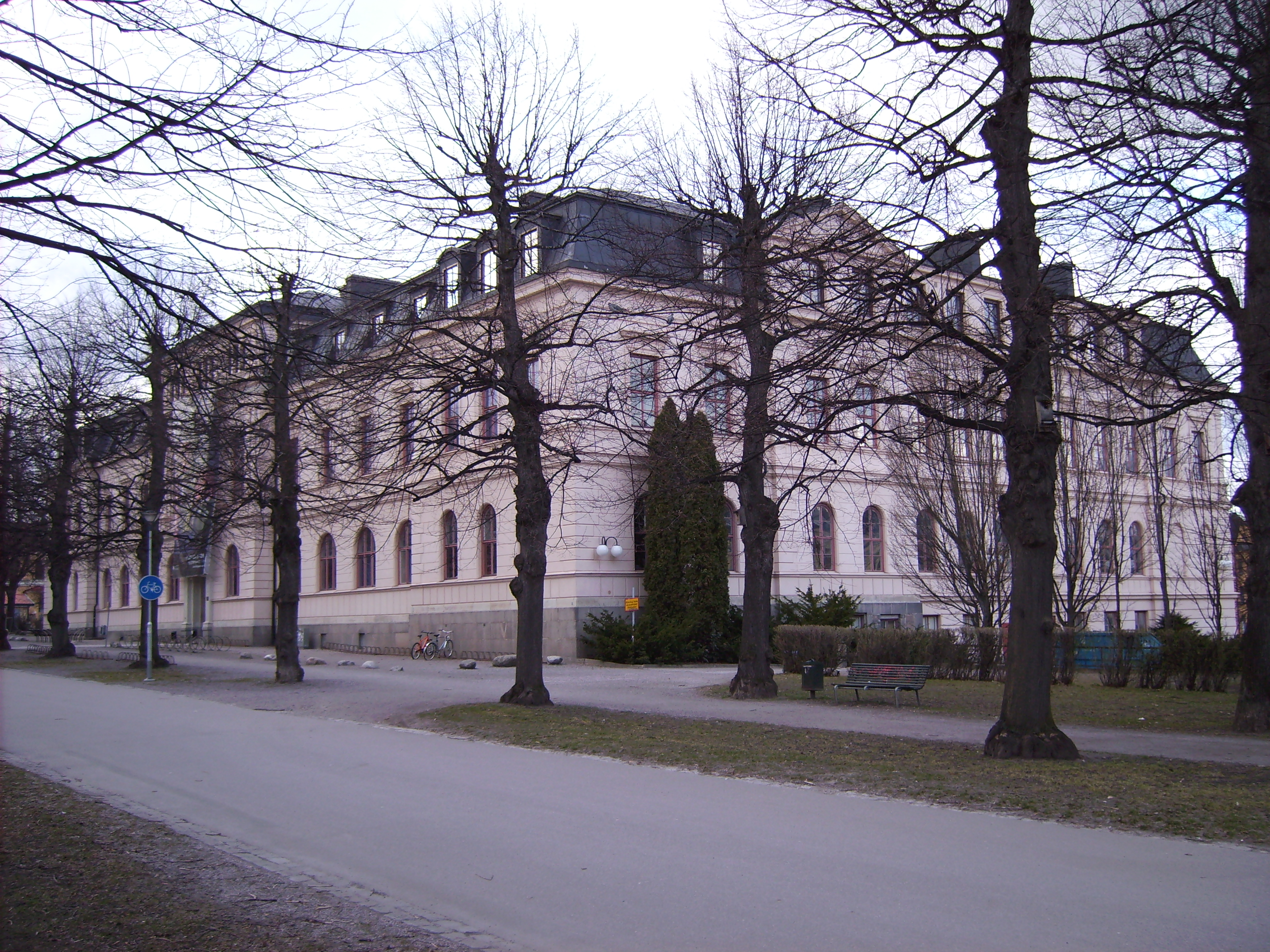
L'école De Geer, dont le bâtiment date de 1868

La première mention d'une école à Norrköping date de l'incendie de la ville par les russes en 1719. On sait avec certitude qu'il existait alors une école dans la ville en 1552, près de l'église Saint-Olai, qu'elle fut détruite lors de cet incendie, et reconstruite par la suite. Par la suite, la construction d'écoles ne suffit pas à satisfaire les besoins créés par la très rapide augmentation démographique. La plupart des écoles étaient construites en dehors du centre de la ville, c'est encore le cas de nos jours.
La ville a longtemps eu un faible niveau d'éducation supérieure. Encore de nos jours, 32 % des habitants de la commune ont un diplôme d'éducation supérieure, contre 36 % dans le reste du pays. Ceci fut une des raisons de la création du campus Norrköping de l'université de Linköping. Le campus accueille 5 500 étudiants.

### Santé
La ville possède un hôpital, fondé en 1988, appelé Vrinnevisjukhuset, situé juste à l'extérieur, au sud de la ville. Il emploie 2 200 personnes et possède 310 lits.

## Économie

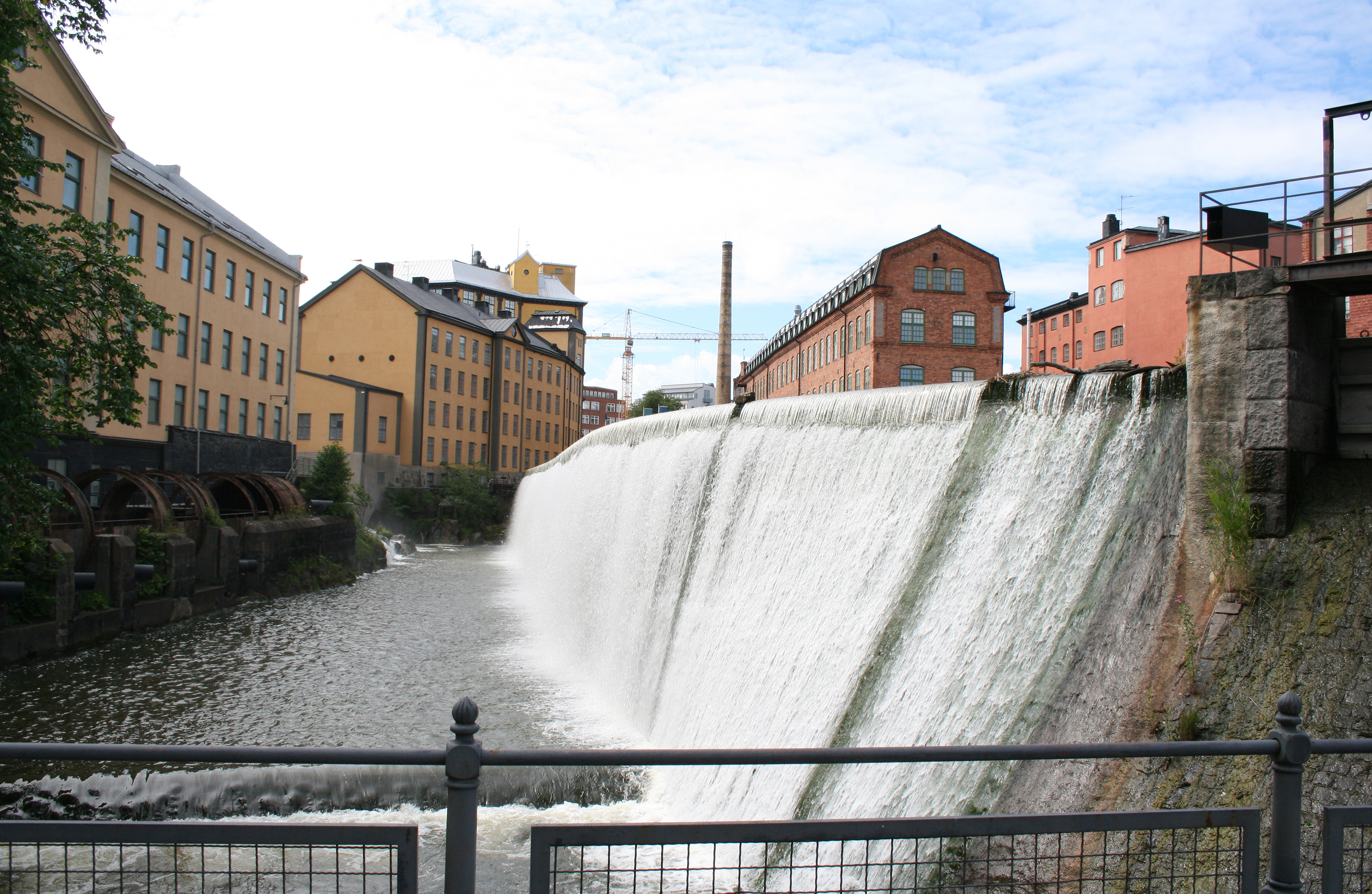
Le fleuve Motala Ström, qui a fourni l'énergie aux industries durant l'histoire

La ville s'est développée autour des industries telles que les industries textiles, ou les industries papetières. Cependant, ces industries, en particulier l'industrie textile, ont fortement régressé. Pour faire face à cette décroissance, le pays a transféré plusieurs instituts depuis Stockholm : Kriminalvården, Luftfartsverket, Migrationsverket, SMHI et Sjöfartsverket. La ville est en pleine reconversion vers des industries plus technologiques, avec en particulier Whirlpool et Goodyear.
En 2008, les principaux employeurs de la ville sont la commune (8 575 employés) et l'hôpital (2 775), suivis par Holmen (825) et Billerud (675), tous deux dans le domaine du papier. Les organismes publics que le pays a délocalisés depuis Stockholm font aussi partie des principaux employeurs de la ville, tout comme l'université de Linköping.

## Transports

### Transports urbains

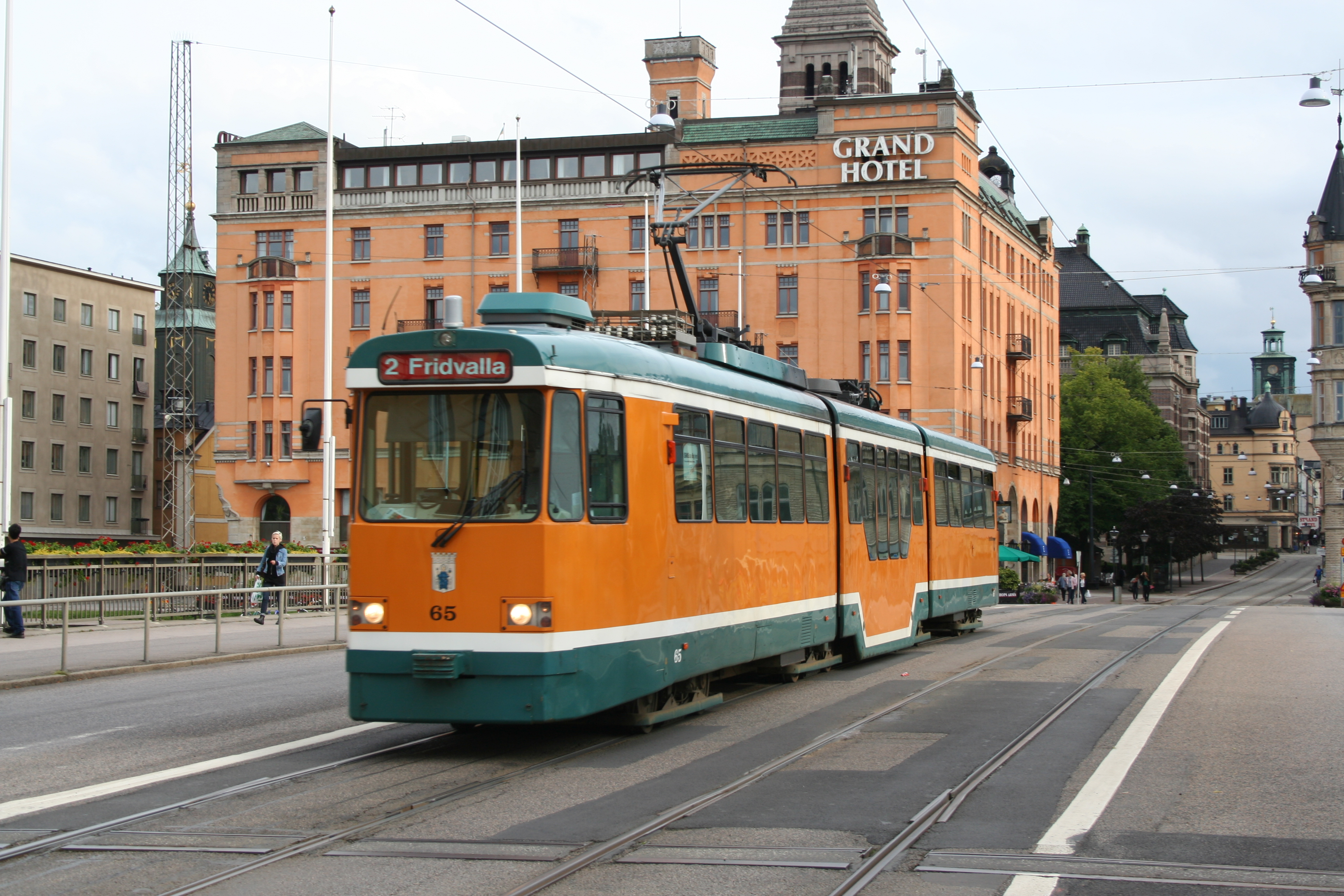
Un tramway M97 dans la ville

Le tramway de Norrköping fut inauguré en 1904, et fut ainsi le quatrième de Suède, après celui de Stockholm (1901), de Göteborg (1902) et d'Helsingborg (1903). Norrköping a su garder et moderniser son réseau de tramways. En 2009, deux lignes de tramways sont en service et portent les no 2 et 3, et représentent 46 % des trajets en transport en commun. Un prolongement de la ligne de tramways no 2 est en cours de réalisation.
Il existe également plusieurs lignes d'autobus. Les lignes de bus et de tramway sont exploités par Östgötatrafiken. Ensemble, elles ont transporté près de 7,5 millions de personnes en 2009.

### Transports routiers
La ville est située sur la route européenne 4, qui traverse la Suède dans un axe nord-sud. Elle est aussi située sur la route E22, qui longe toute la côte sud-est du pays, et se termine à Norrköping (elle reprend ensuite de l'autre côté de la Baltique à Ventspils en Lettonie, mais il n'y a aucune connexion par ferry entre les deux villes).
Les routes nationales 51, 55 et 56 ont la ville pour origine, et mènent à Örebro et Katrineholm.

### Transports ferroviaires

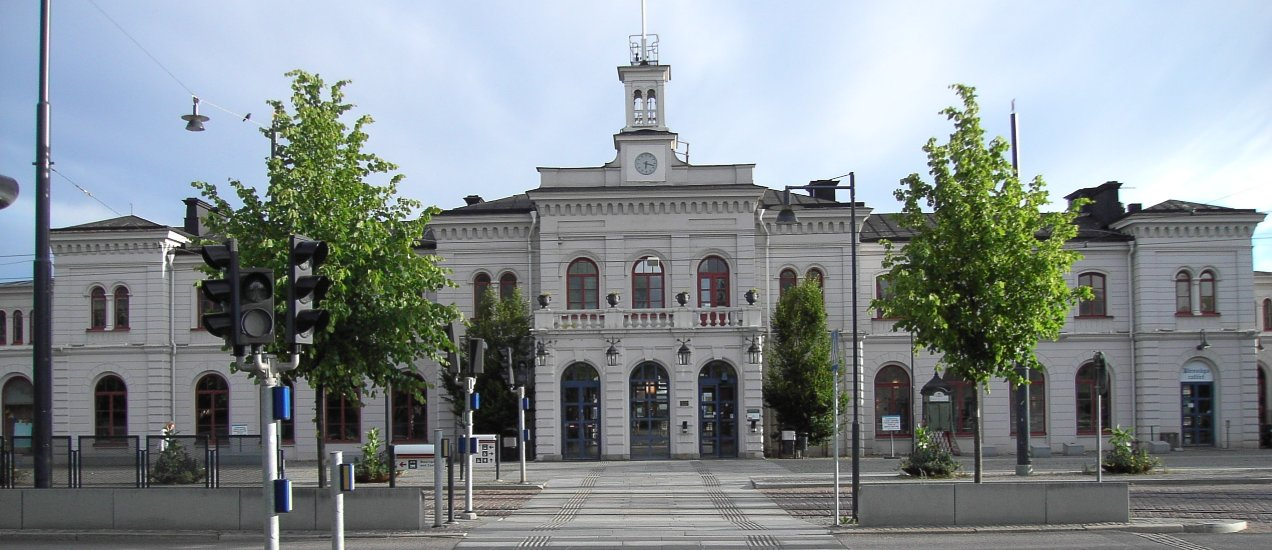
La gare centrale de la ville

La ligne Östra stambanan (qui est maintenant incluse dans la Södra stambanan) entre la ville et Katrineholm fut construite en 1866, et son prolongement jusqu'à Linköping, retardé pour des raisons financières, fut achevé en 1872. De nos jours, cette ligne est exploitée par les trains à grande vitesse X2000 avec au minimum un train par heure entre Malmö et Stockholm. Le trajet vers Stockholm met environ 1h20, et environ 25 min vers Linköping.
Un important développement est prévu sur la section Linköping-Norrköping-Stockholm, sous le nom de Östlänken (sv), qui réduirait le temps de trajet à 20 min entre Linköping et Norrköping, avec une desserte minimale de trois trains par heure, et 1h entre Norrköping et Stockholm, avec une fréquence minimale de 2 trains par heure.

### Transports aériens
La ville possède un aéroport, fondé en 1934 et situé à 10 minutes de la ville. Il dessert quotidiennement Visby, Copenhague et Helsinki, mais est aussi utilisé par des vols charters vers des destinations touristiques. L'aéroport a accueilli 100 177 passagers en 2009.

## Culture

### Patrimoine architectural
Du fait de l'importante destruction de la ville par les Russes en 1719, la plupart des bâtiments datent d'après cette date (le plus vieux bâtiment encore existant de la ville est l'église Hedvigs kyrka, datant de 1673). Parmi les bâtiments du XVIIIe siècle, on peut noter la tour de Holmen, en 1750, l'église saint Olai (1765) et son campanile Stadstornet (avant 1750) et Gamla tullhuset (1783).

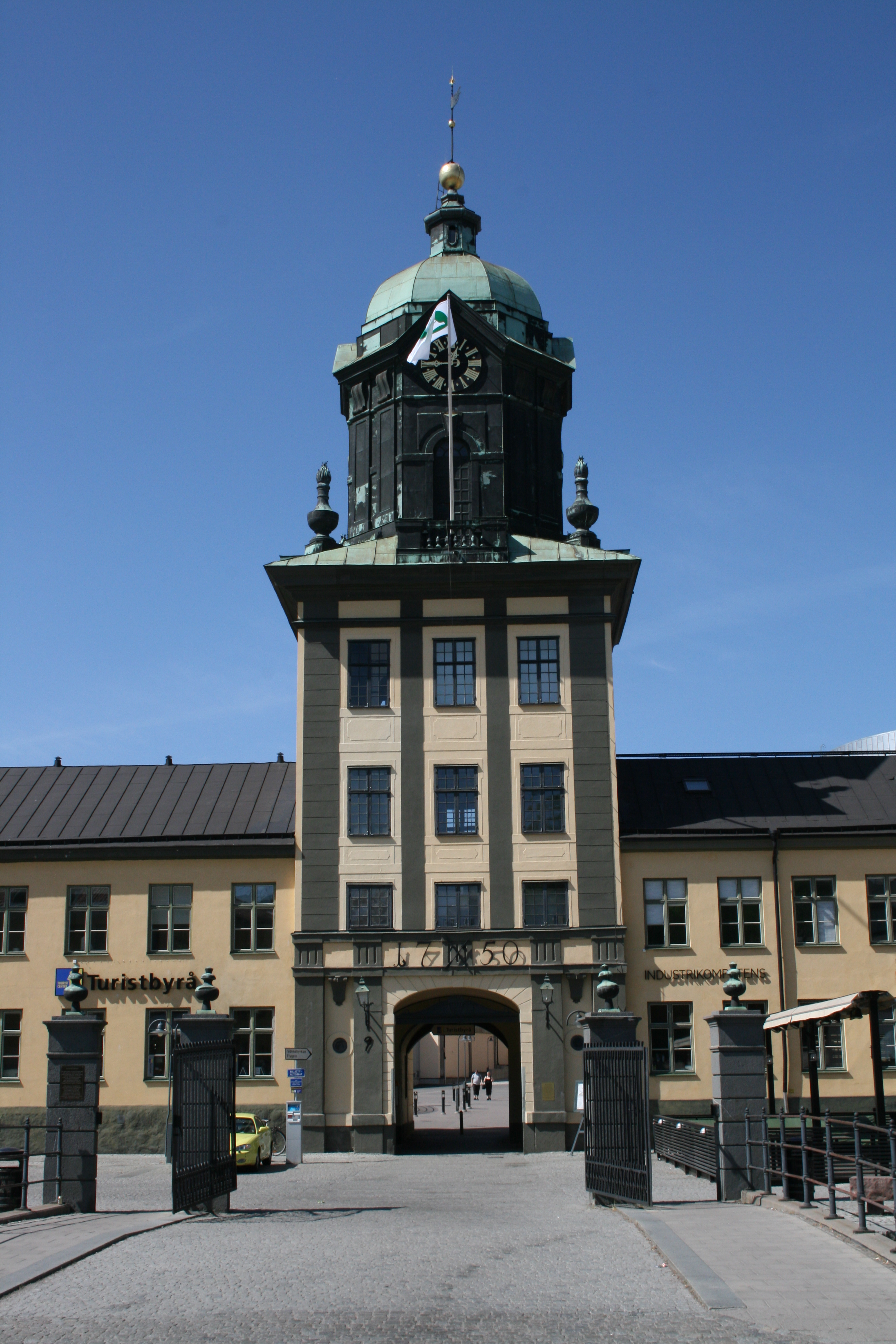
La tour Holmen
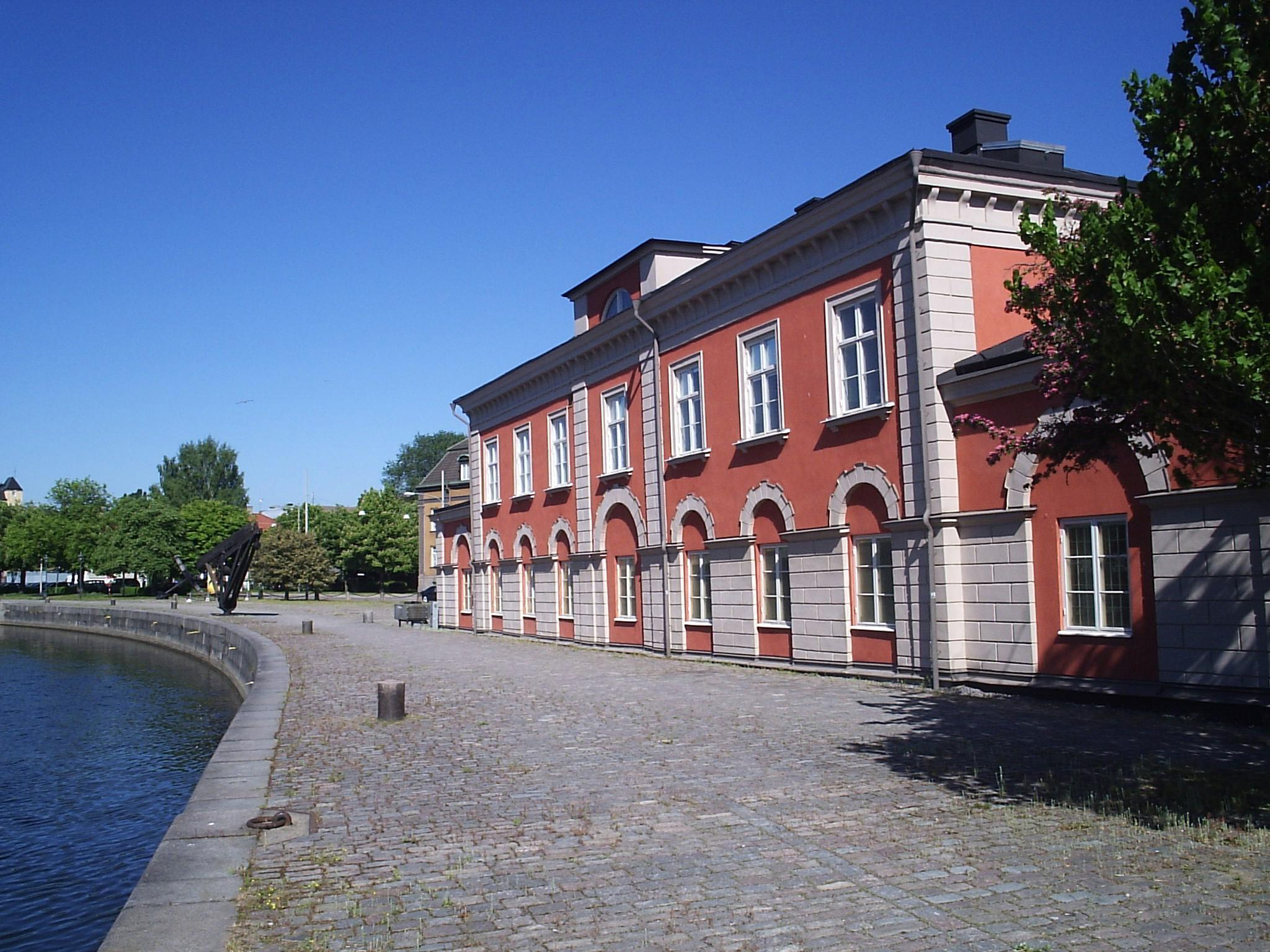
Gamla Tullhuset

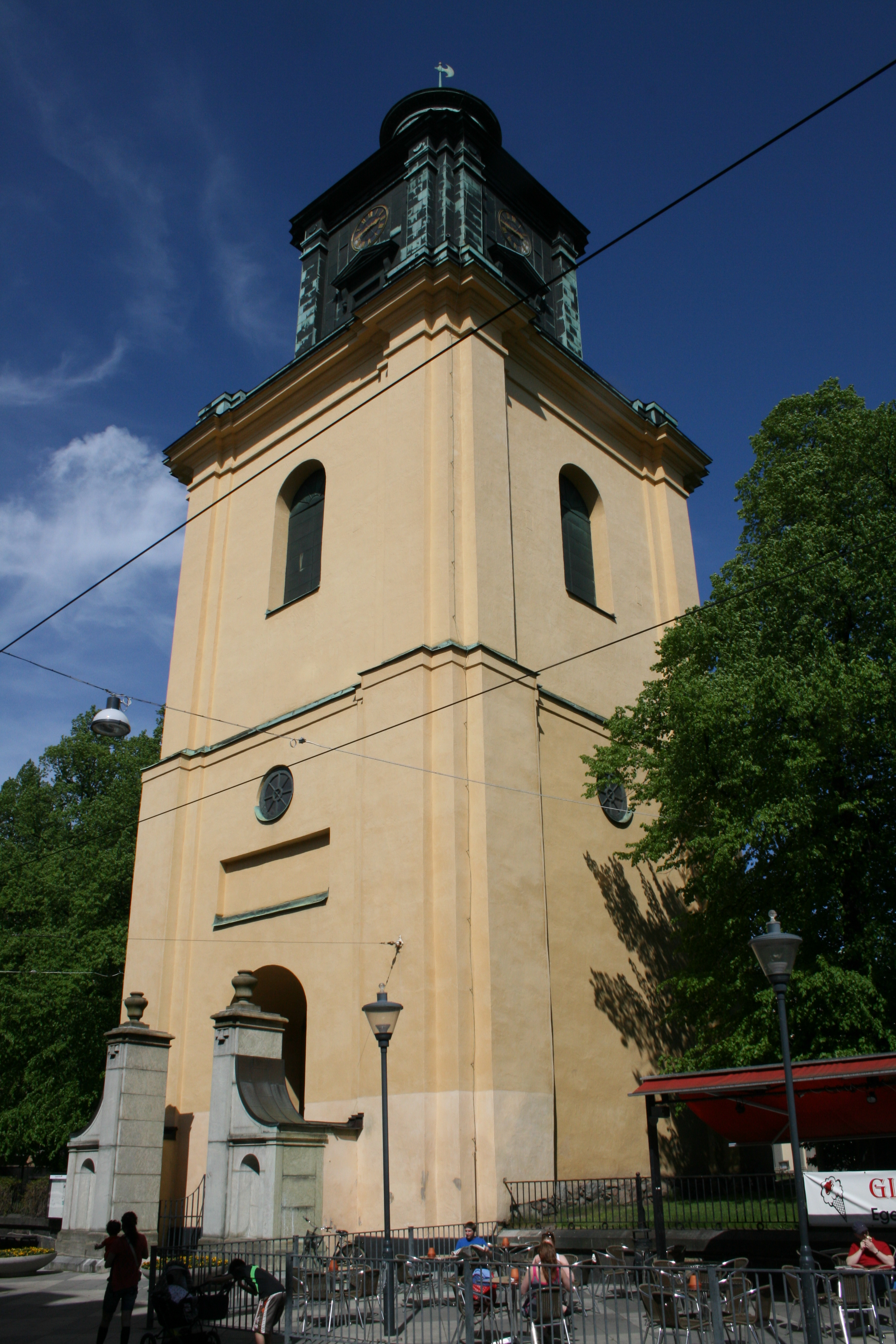
Le campanile de l'église, Stadstornet
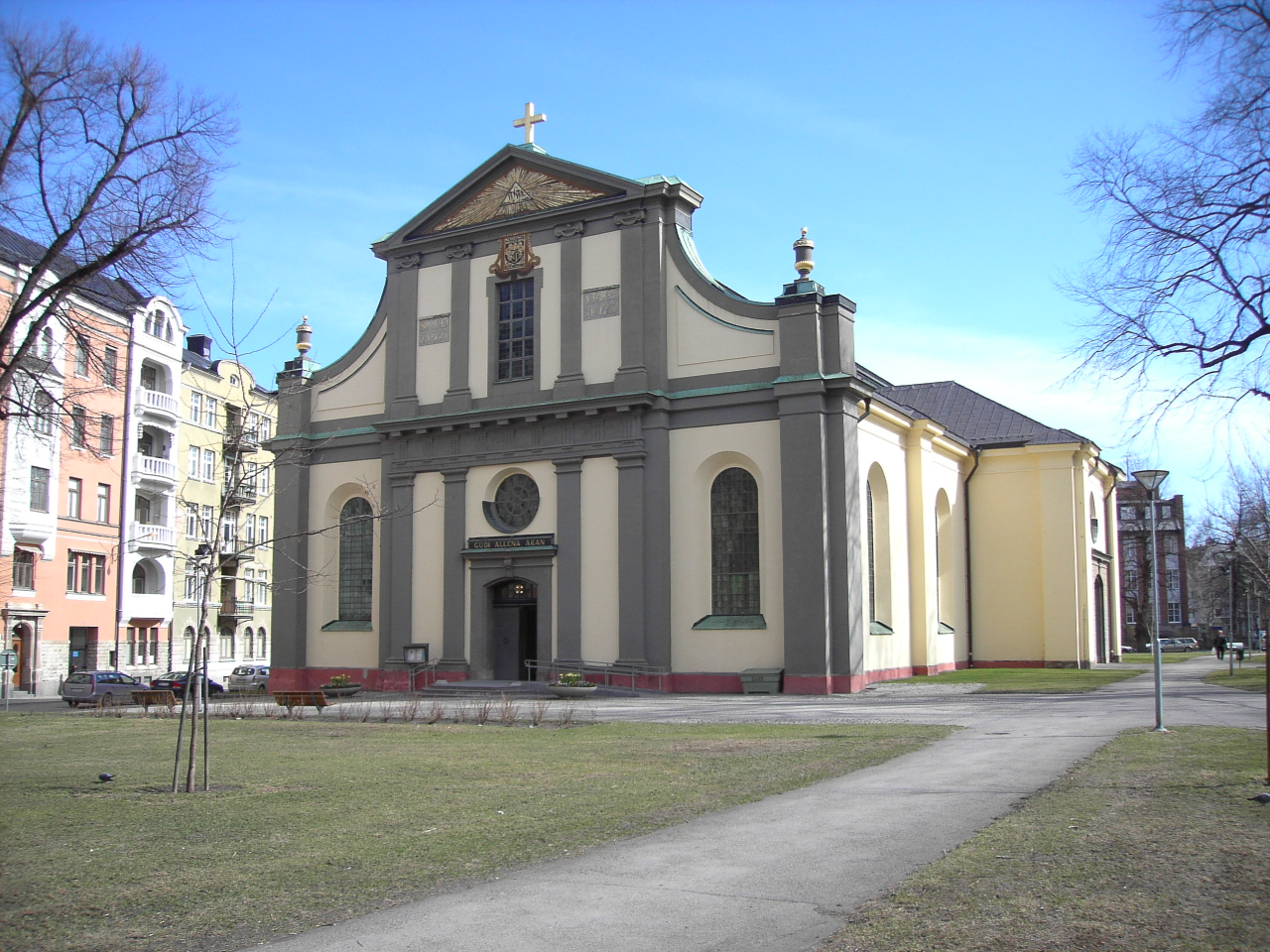
Église baroque saint Olai (1765-1767)

La ville possède aussi plusieurs bâtiments du XIXe siècle. Plusieurs d'entre eux sont situés sur la rue Drottninggatan, qui est la principale rue de la ville.

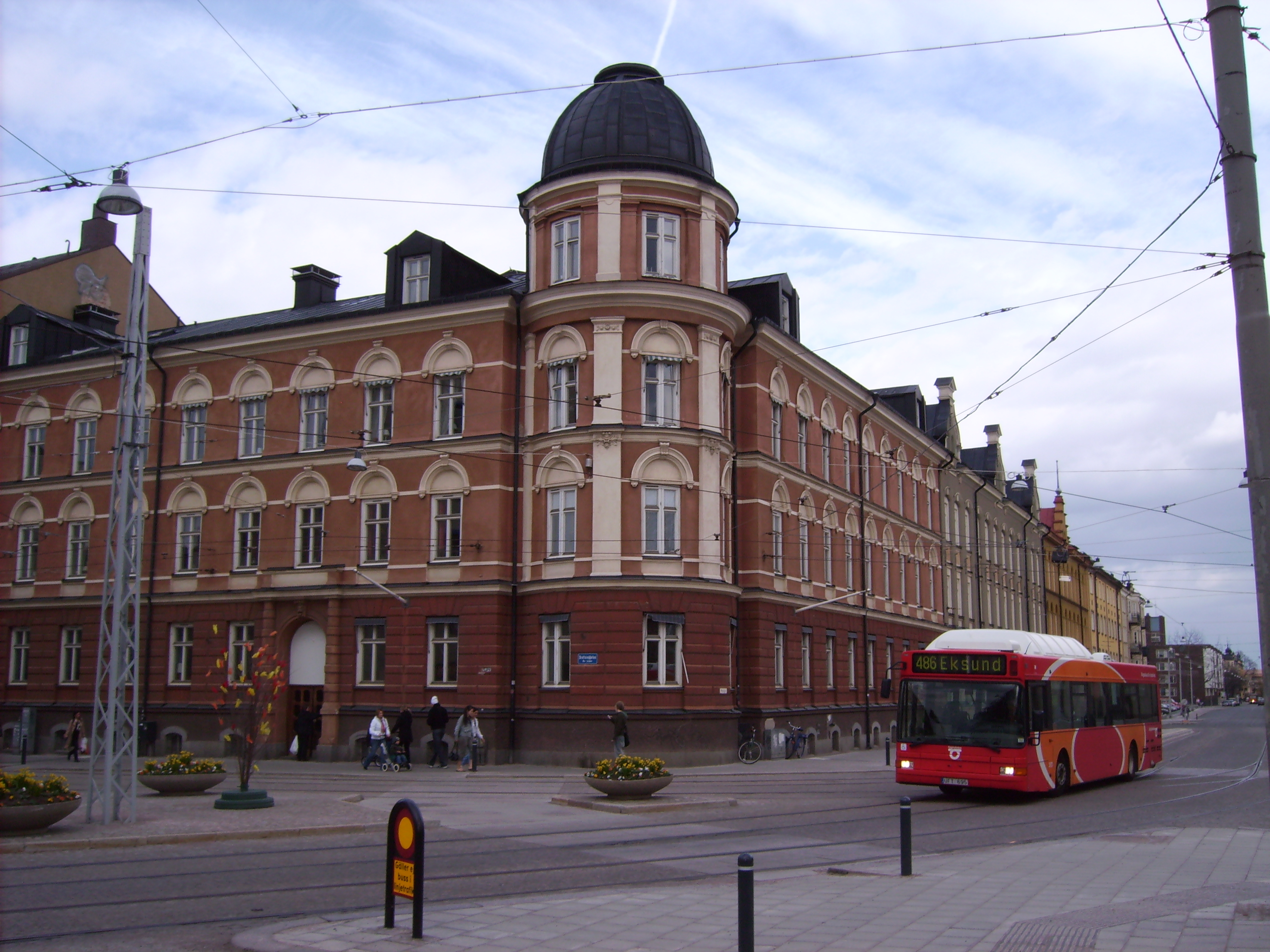
L'intersection de la rue Drottninggatan et Nygatan
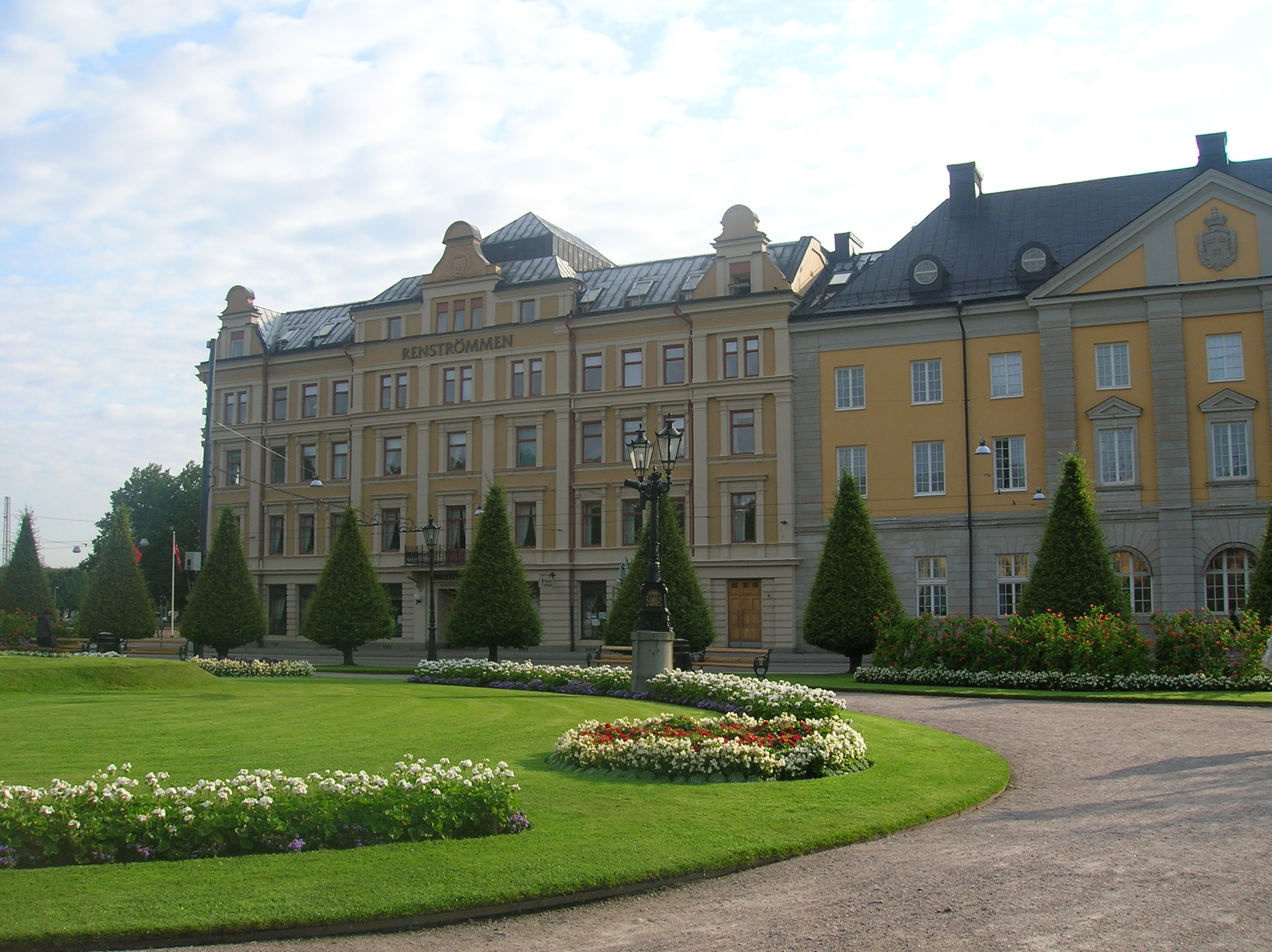
Gamla standard hotell, sur Drottninggatan, datant de 1899

Enfin, il y a plusieurs bâtiments notables du XXe siècle, dont en particulier l'hôtel de ville, inauguré en 1910, ou le bâtiment Strykjärnet, datant de 1917.

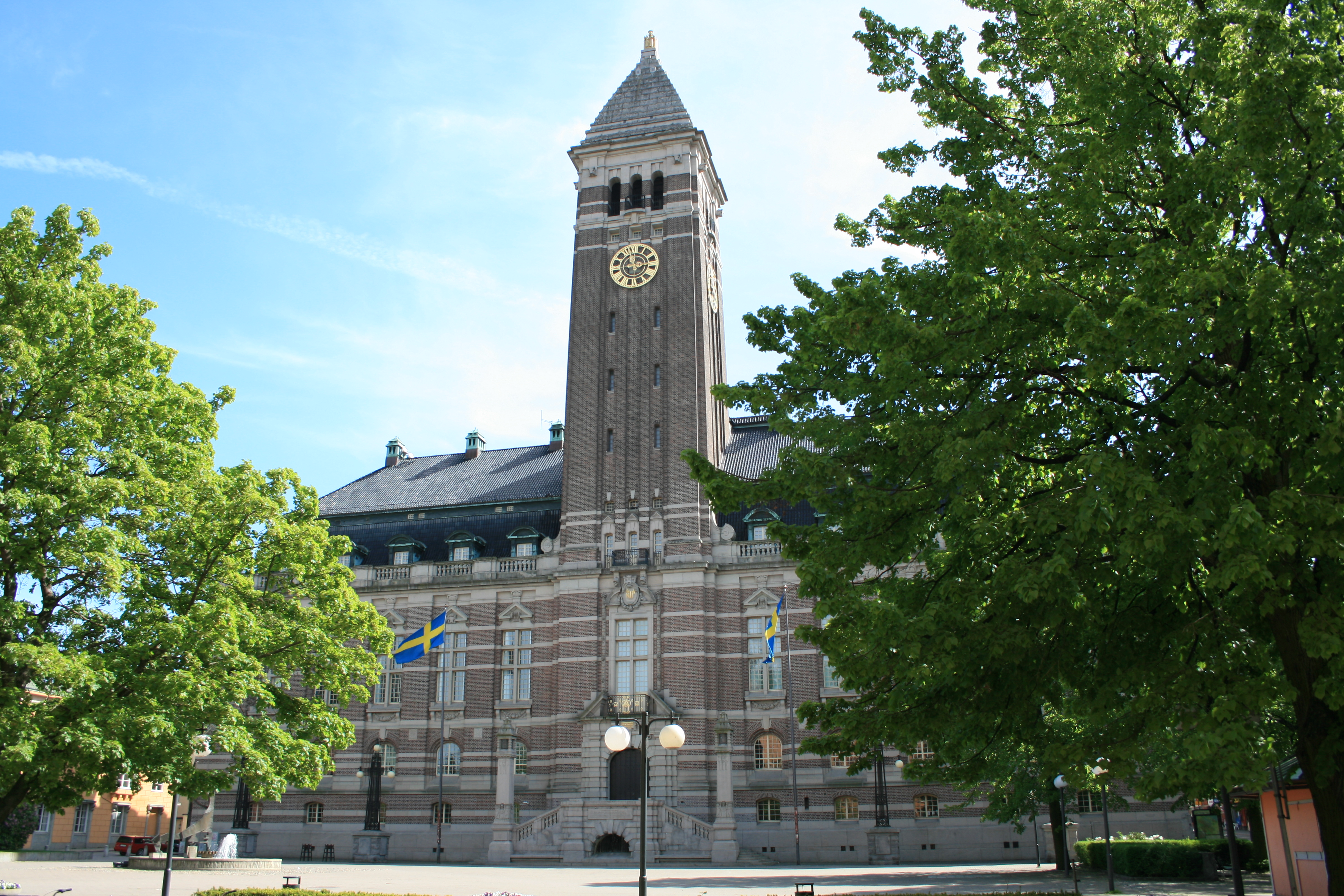
L'hôtel de ville
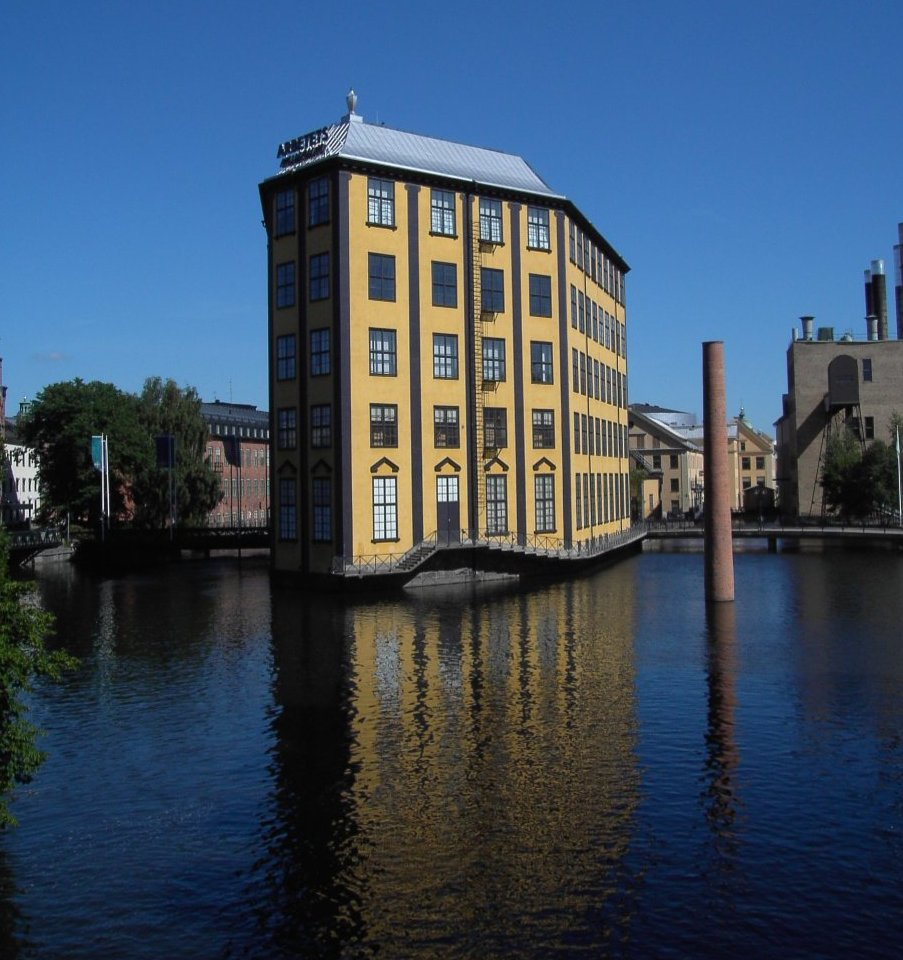
Strykjärnet, le musée du Travail de Norrköping
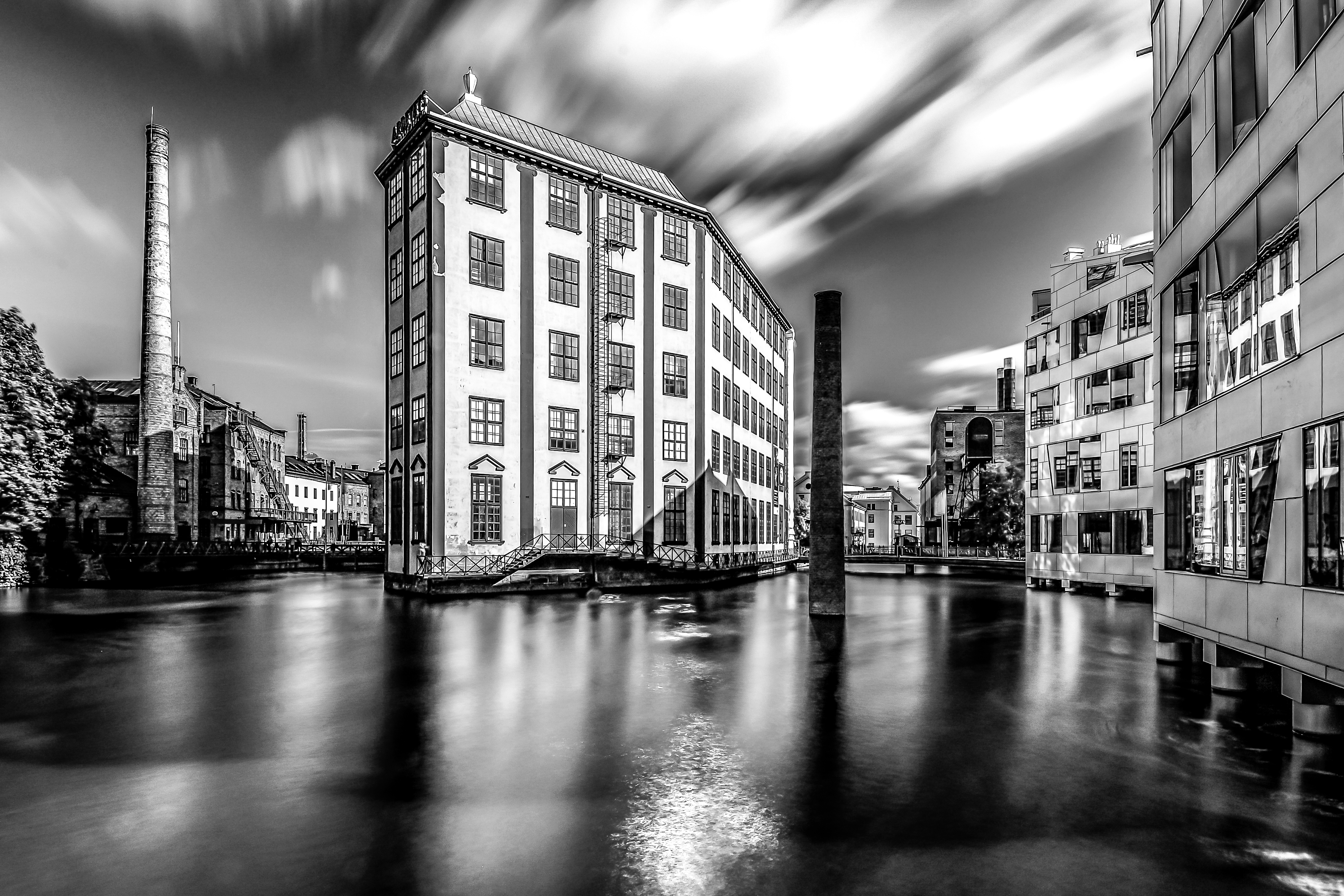
Autre vue du Arbetets museum (sv) à Norrköping. Septembre 2018.

Le bâtiment de police a été conçu par les architectes Lise Roel et Hugo Höstrup en 1965.

### Vie culturelle

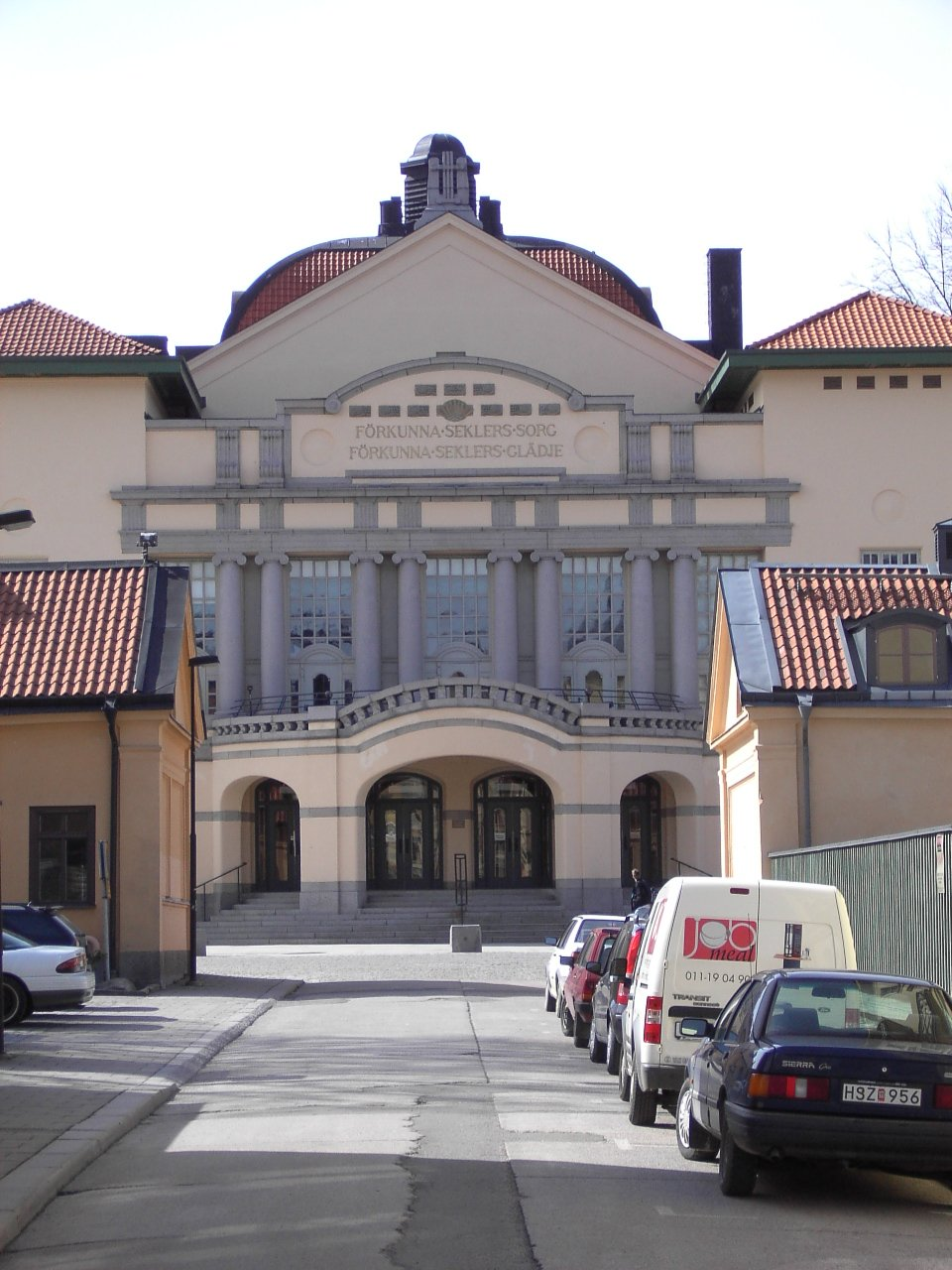
Le théâtre Östgötateatern

#### Musées
Le musée le plus visité de la ville est le musée du travail (Arbetets museum), avec 203 116 visiteurs en 2008. Il est situé dans le bâtiment Strykjärnet, bâti sur l'îlot Laxholmen, inauguré en 1917, qui était initialement une usine textile. Les industries ont quitté la ville dans les années 1960, et en 1991, le musée investit les lieux. Le musée concentre ses expositions sur l'histoire industrielle, mais se concentre aussi fortement sur la vie des travailleurs.
La ville possède aussi le musée Norrköpings Stadsmuseum, visité par 117 274 personnes en 2009. Ce musée est principalement axé sur l'histoire de la ville.

#### Théâtres
La ville a une longue tradition de théâtre, le premier théâtre ayant été construit en 1762, ce qui en fait le premier de Suède en dehors de Stockholm. C'est dans ce théâtre que fut joué pour la première fois Roméo et Juliette dans un pays nordique en 1776. De nos jours, Norrköping possède l'un des plus grands théâtres en dehors de Stockholm et Göteborg: Östgötateatern.

## Jumelages
| Ville | Ville               | Pays | Pays       |
| ----- | ------------------- | ---- | ---------- |
|       | Esslingen am Neckar |      | Allemagne  |
|       | Klaksvík            |      | îles Féroé |
|       | Kópavogur           |      | Islande    |
|       | Linz                |      | Autriche   |
|       | Odense              |      | Danemark   |
|       | Riga                |      | Lettonie   |
|       | Tampere             |      | Finlande   |
|       | Trondheim           |      | Norvège    |
|       | Udine               |      | Italie     |

## Personnalités
- Elsa Eschelsson (1861-1911), juriste et universitaire, née à Norrköping.
- Ivar Johansson (1903-1979), triple champion olympique de lutte en 1932, à Los Angeles, est né et mort à Norrköping.
- Patrik Haglund (1870-1937), chirurgien orthopédique né à Norrköping.
- Ove Kindvall (1943-2025), footballeur suédois né à Norrköping.